# Andante religioso op. 78
L'Andante religioso, op. 78, est une œuvre de la compositrice Mel Bonis datant de 1909.

## Composition
Mel Bonis compose son Andante religioso op. 78 pour violon et piano en 1909. Le conducteur est, lui, daté de 1910. L'œuvre est publiée à titre posthume par les éditions Henry Lemoine en 2019.

## Analyse
Selon François de Médicis, l'Andante religioso a une esthétique proche de celle des œuvres de Gabriel Fauré et Claude Debussy, et plus globalement de l'avant-garde musicale du tournant du XXe siècle.

## Sources
- Étienne Jardin, Mel Bonis (1858-1937) : parcours d'une compositrice de la Belle Époque, 2020 (ISBN 978-2-330-13313-9 et 2-330-13313-8, OCLC 1153996478, lire en ligne)